# 久貝正方

久貝 正方（くがい まさかた）は、江戸時代前期から中期にかけての旗本、勘定頭。松平氏信の三男。母方の祖父・久貝正世の養子。通称は甚三郎、弥右衛門、忠左衛門。号は意閑（致仕後）。官位は従五位下・因幡守（元禄12年）。

## 略歴
延宝3年（1675年）より定火消を務め、同年布衣を着することを許される。天和2年（1682年）小川村（現東京都小平市）に抱屋敷を所有する（元禄8年（1695年）に売却）。貞享4年（1687年）持筒頭となる。元禄2年（1689年）領地に長尾陣屋（現大阪府枚方市、明治2年（1869年）上知まで同地を治める）を築く。元禄9年（1696年）23代火付盗賊改方頭となる。
元禄12年（1699年）1月11日から宝永2年（1705年）12月1日まで勘定奉行（元禄期までは勘定頭と呼ばれていた）を務め、道中奉行を兼帯した。元禄12年（1699年）1月13日、幕府より国絵図改正を担当するよう命を受ける。宝永2年（1705年）留守居役に転任。宝永7年（1710年）武蔵国比企郡および入間郡内において500石加増され計5500石となる。正徳2年（1712年）御側並、翌年御側となる。享保元年（1716年）徳川家継が没するとその任を解かれた。
享保3年（1718年）10月19日に致仕し、養子・正順に家督を譲る。享保4年（1719年）死去。享年72。墓所は下谷の向泉寺。